# Municipio de Midland (Iowa)
El municipio de Midland (en inglés: Midland Township) es un municipio ubicado en el condado de Lyon en el estado estadounidense de Iowa. En el año 2010 tenía una población de 136 habitantes y una densidad poblacional de 1,9 personas por km².

## Geografía
El municipio de Midland se encuentra ubicado en las coordenadas 43°27′59″N 96°2′14″O / 43.46639, -96.03722. Según la Oficina del Censo de los Estados Unidos, el municipio tiene una superficie total de 71.44 km², de la cual 71,44 km² corresponden a tierra firme y (0 %) 0 km² es agua.

## Demografía
Según el censo de 2010, había 136 personas residiendo en el municipio de Midland. La densidad de población era de 1,9 hab./km². De los 136 habitantes, el municipio de Midland estaba compuesto por el 98,53 % blancos, el 1,47 % eran asiáticos. Del total de la población el 0 % eran hispanos o latinos de cualquier raza.